# Oude Molen (Simpelveld)
De Oude Molen of Molen van Houben is een watermolen aan de Oude Molenweg 6 in Simpelveld. Het is een middenslagwatermolen, aan de Eyserbeek, die als korenmolen is ingericht. De Oude Molen heeft tot in de jaren 60 van de twintigste eeuw gedraaid. In 1961 werd de grond boven de molen onteigend, en kwam een einde aan het functioneren van de molen.
De molen is momenteel een nationaal monument (nr 33593). Van de oorspronkelijke molen zijn onder andere het molenhuis en het ijzeren middenslag waterrad, met de bijbehorende watergoot, nog zichtbaar.

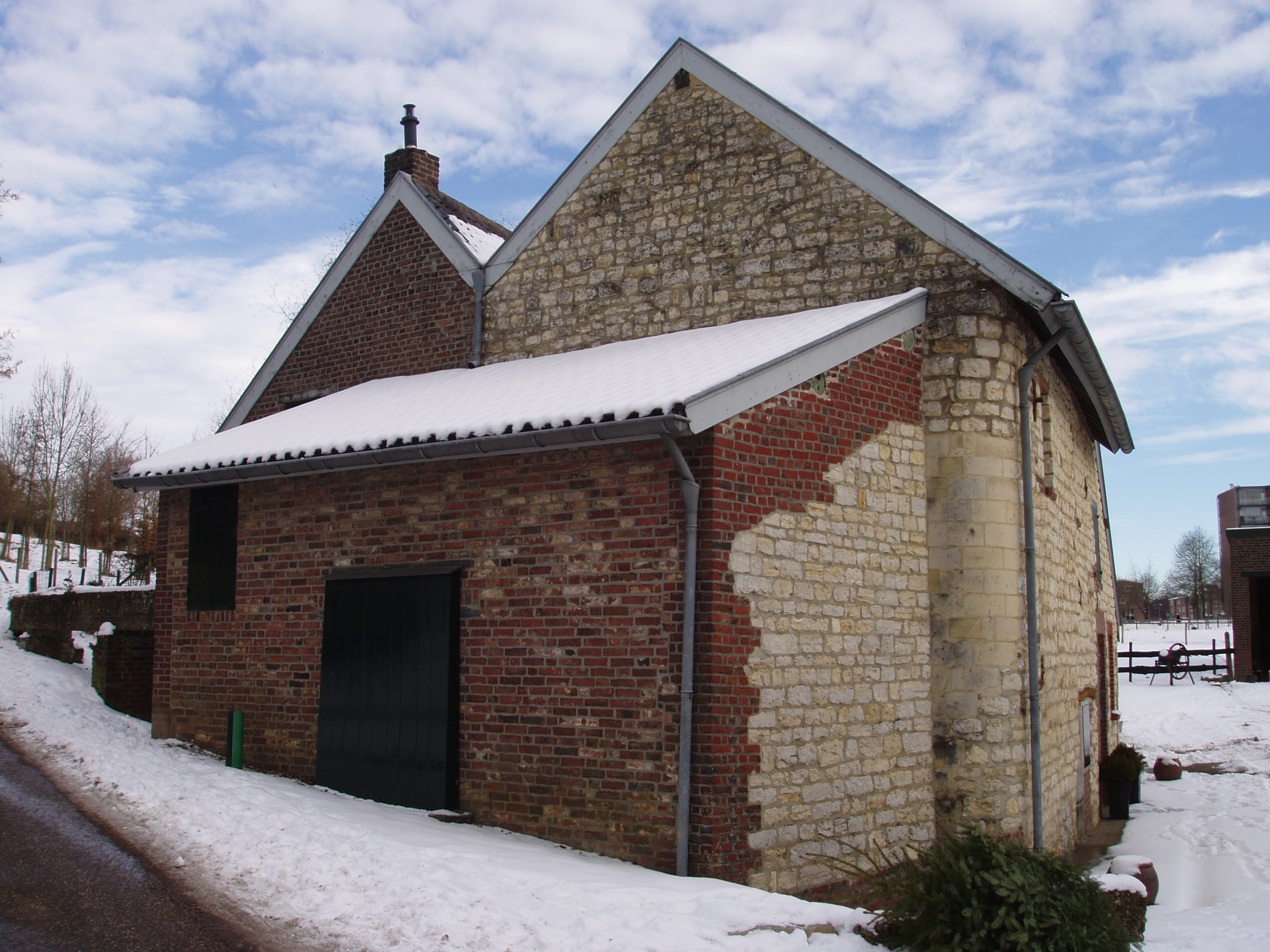
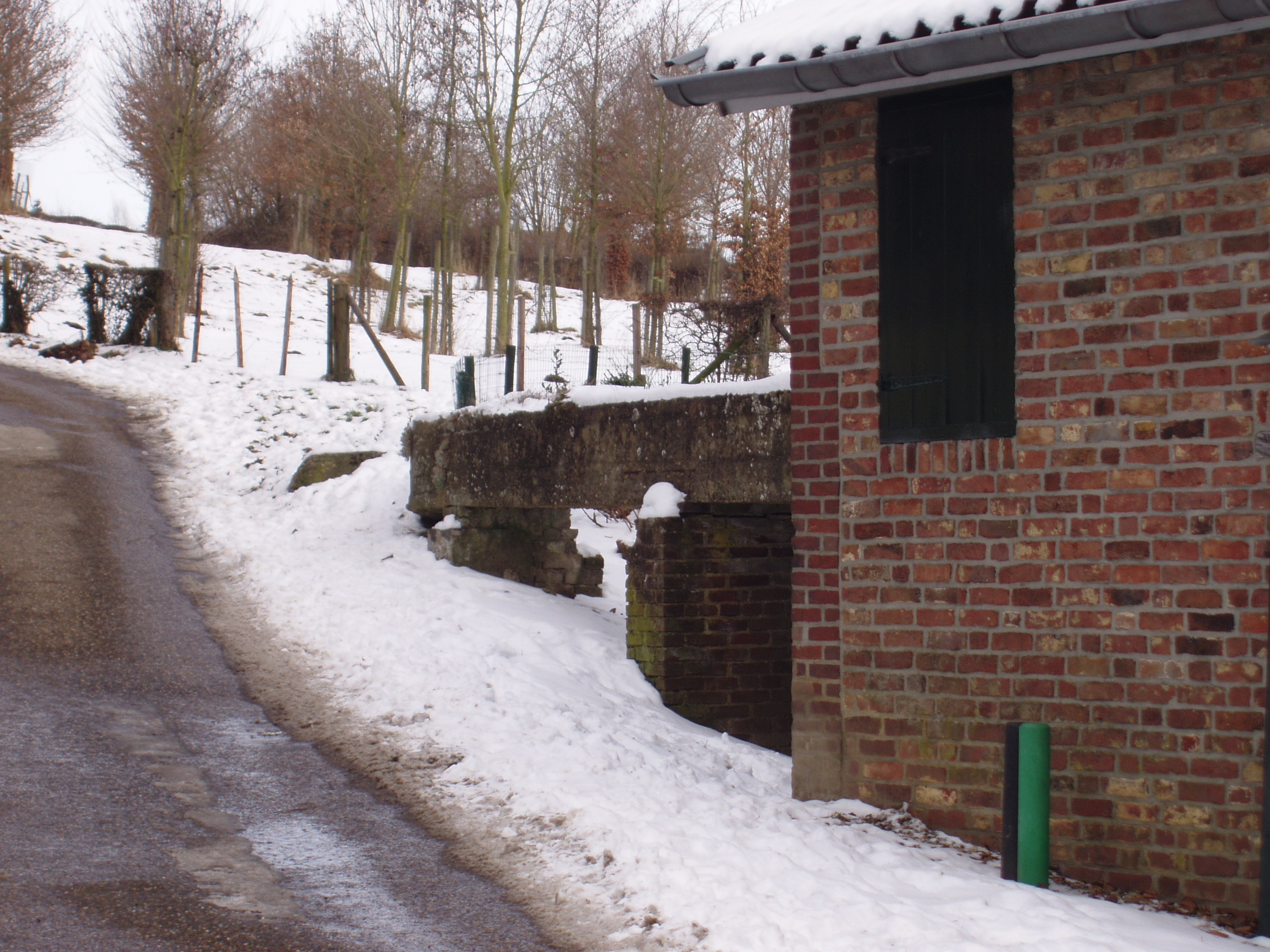
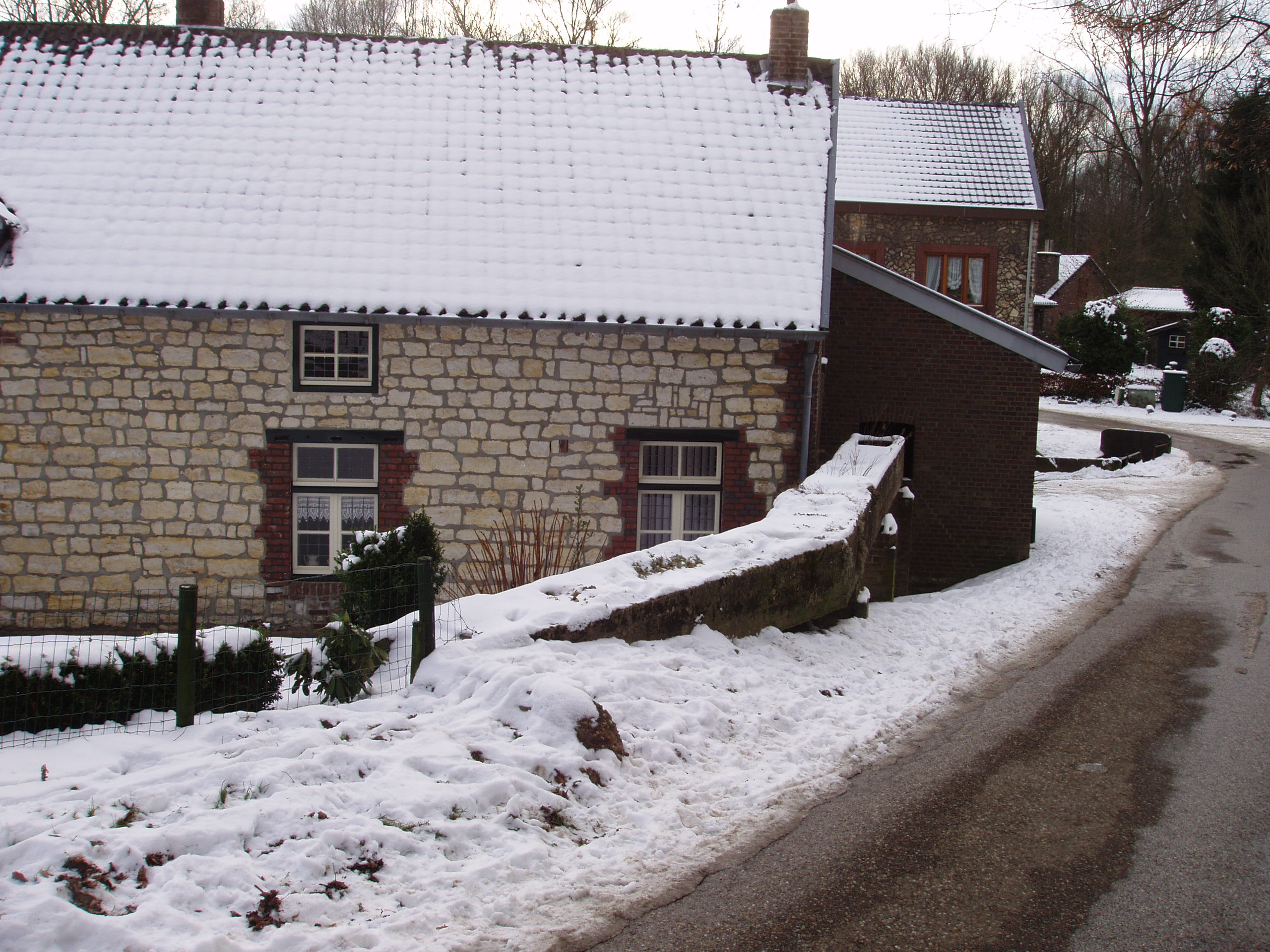
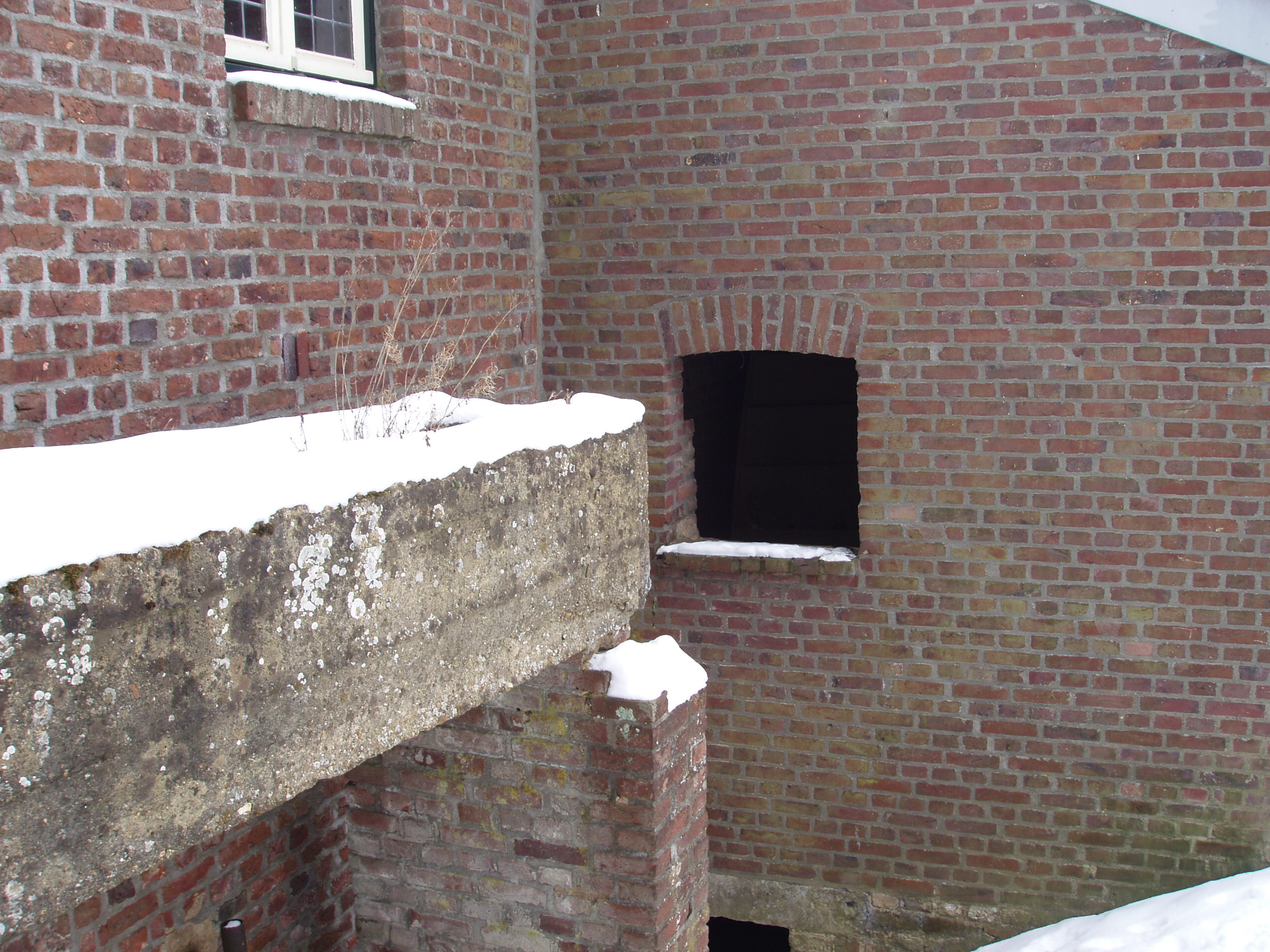
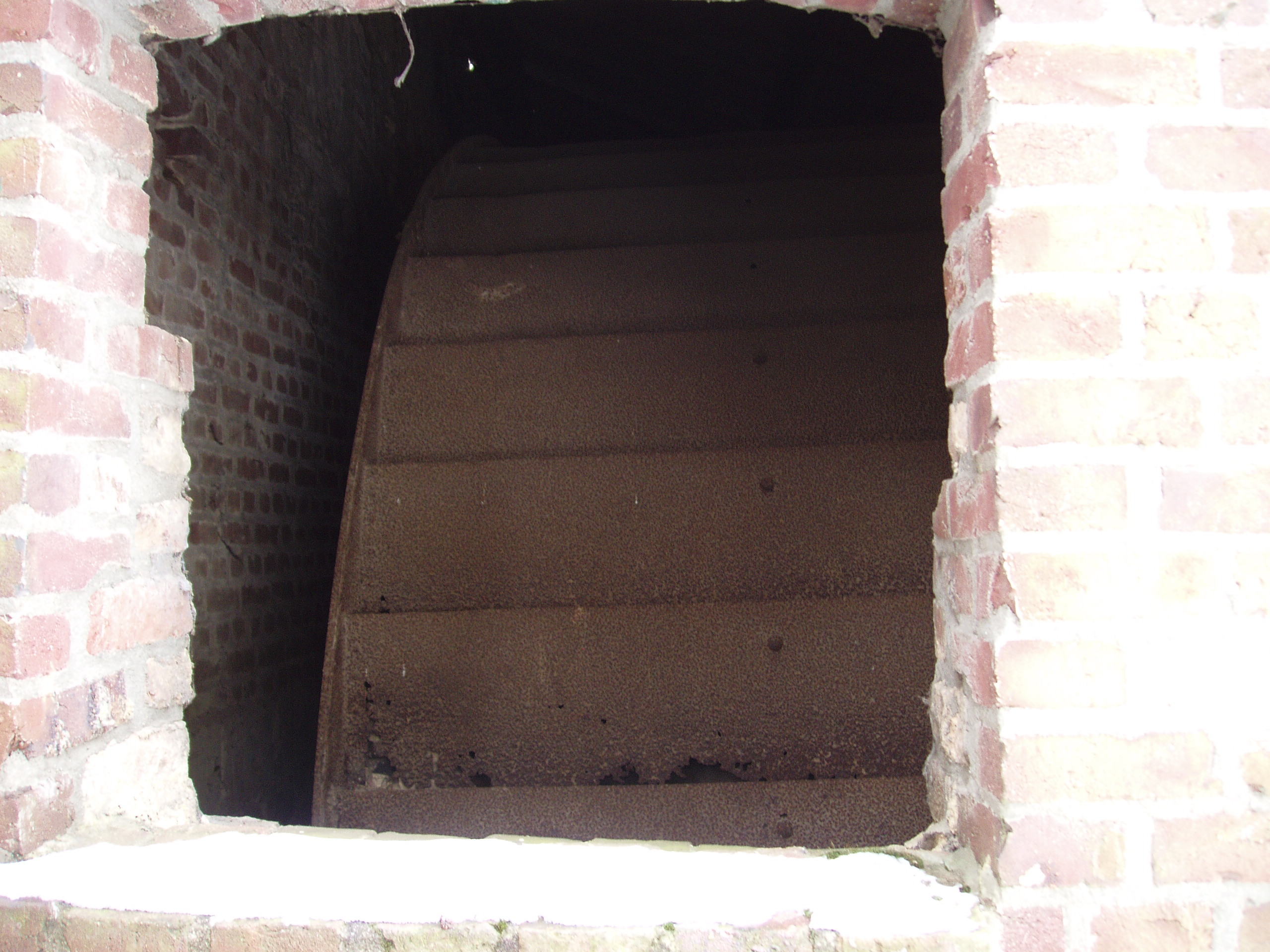